# GfK
GfK（独：ゲーエフカー、英：ジーエフケイ）SEは、ドイツに本拠を置く、世界第4位のマーケティングリサーチの企業。
1934年、Wilhelm Vershofen（ドイツ語: Wilhelm_Vershofen）教授によりニュルンベルグを本拠とする研究機関として設立。その後海外展開し、1990年に公開有限会社となる。現在はGfK SEとして、世界50カ国以上に8,000人以上の従業員を擁する。
日本法人は1979年に設立。ジーエフケー・マーケティングサービス・ジャパン株式会社、ジーエフケー・インサイト・ジャパン株式会社の2社がある。所在地は東京都中野区。